# Paso Mayor
Paso Mayor es un paraje ubicado a 40 km de Punta Alta y 50 km de la ciudad de Bahía Blanca, Pertenece al Partido de Coronel Rosales, Provincia de Buenos Aires, Argentina. 
Fue una colonia de alemanes del Volga, pero en la actualidad ya no quedan sus construcciones, pues los descendientes se mudaron a otras localidades de la zona y la tierra fue utilizara para la siembra. 

## Historia
Según varios historiadores, desde el principio del Holoceno, fue el único paso en kilómetros, tanto para seres humanos como animales, para poder cruzar el cauce del Río Sauce Grande. En el siglo XIX cuando se comienzan a hacer las mensuras y los planos de los terrenos de la zona, se comenzó a llamar "Paso del Mayor Iturra" nombre que aún existe en los documentos de esa época, con el tiempo el nombre se fue abreviando hasta terminar como se conoce en estos días. Actualmente es el límite natural de los partidos de Coronel Rosales y Coronel Pringles.

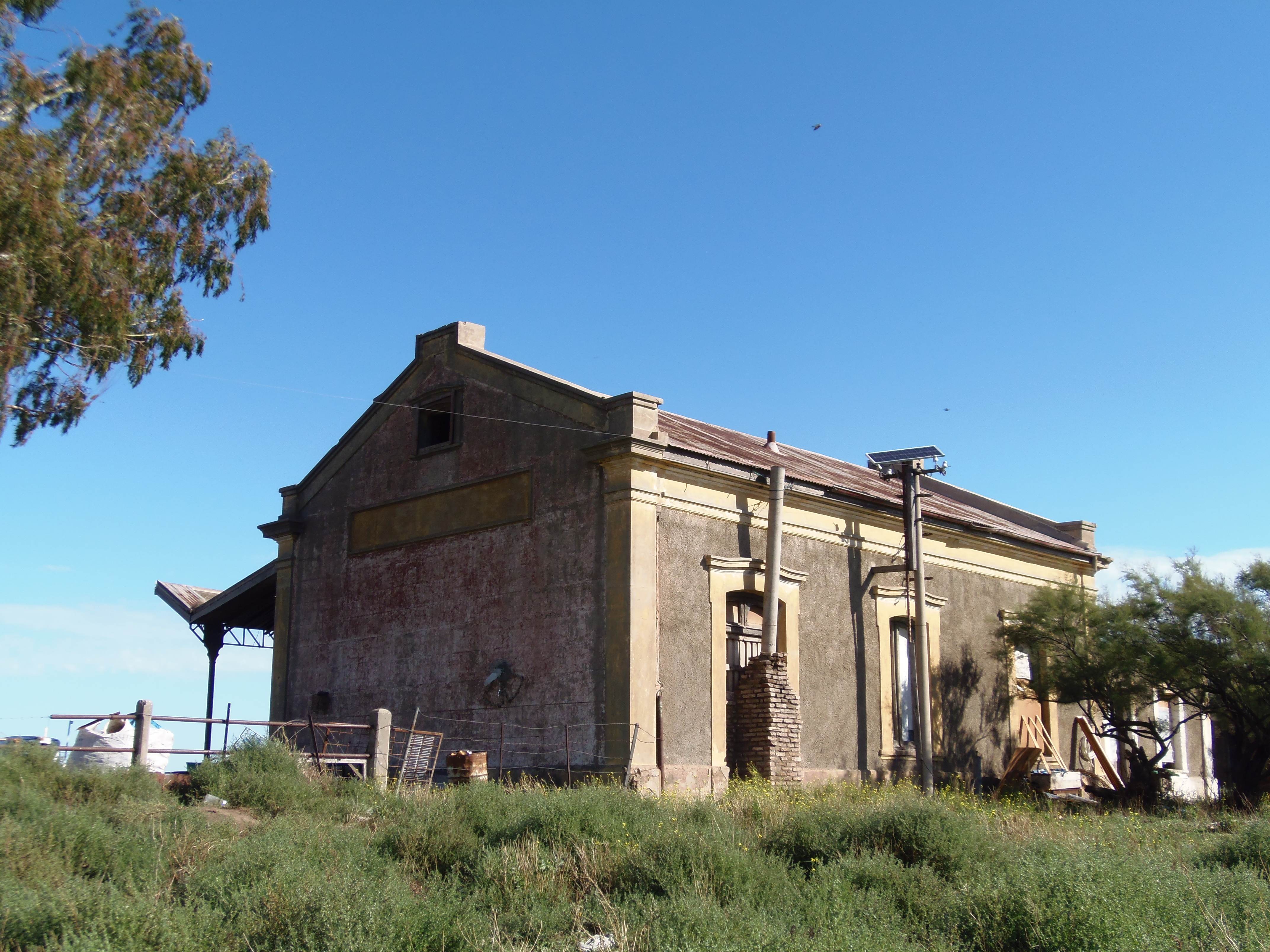
Estación ferroviaria Paso Mayor

De la historia del lugar se puede mencionar la "Posta Paso Mayor" que era un puesto de recambio de caballos para aquellos que se adentraban al desierto, o tierras indígenas, que además ofrecía algunas minutas al paso y bebidas, entre artículos de almacén. Esta "Posta" con la llegada del ferrocarril a este paraje fue mutando hasta convertirse en una pulpería y almacén de ramos generales hasta que finalmente cerró en la década del 30' del siglo pasado.
Si bien es un paraje donde al día de hoy no existe un pueblo o un caserío, alguna vez en su época dorada llegó a tener  más de 200 habitantes, en la actualidad, no superan las 20 personas (INDEC, 2010) están diseminados en las diferentes estancias y fincas donde el único centro comercial que existió alguna vez fue la Estación Paso Mayor, del Ferrocarril Rosario Puerto Belgrano el cual cerro sus operaciones en la década de 1970 del siglo pasado, quedando todas sus instalaciones abandonadas.

## Economía
Es predominantemente agrícola siendo sus tierras óptimas para el cultivo de trigo, soja y sorgo además de la cría de ganado vacuno y bovino.

## Personalidades de Paso Mayor

### Violet Jessop
Violet Constance Jessop (cercanías de Bahía Blanca, provincia de Buenos Aires (actualmente tierras del partido de Coronel Rosales, 2 de octubre de 1887-Suffolk, 5 de mayo de 1971) fue una camarera que trabajó a bordo de los transatlánticos de la clase Olympic. Sobrevivió a uno de los naufragios más importantes del siglo xx, el hundimiento del RMS Titanic en 1912, así como el de su barco gemelo el HMHS Britannic, en 1916. Además, en 1911, se encontraba en el RMS Olympic cuando este colisionó contra el HMS Hawke.
Fue hija de padres irlandeses los cuales pertenecieron a un grupo de colonos del Imperio británico que fundaron por el año 1868 la "Colonia Inglesa de Sauce Grande" que, en esos años, dicha colonia pertenecía al partido de Bahía Blanca, pero que en la actualidad el lugar está en tierras del partido de Coronel Rosales.
Así hablaba del lugar de nacimiento:

“La casa parecía emerger de un mar de alfalfa y los vecinos más cercanos estaban a varias millas de distancia. La única otra construcción a la vista en un `bolichi’ (sic), una pequeña taberna y almacén atendidos por Doña Rosa y Don Guillermo, parte de la familia dueña de la "Posta Paso Mayor".
Violet Jessop

Después de la muerte de su padre en 1903 toda la familia decidió irse a Londres donde podrían tener algo más de suerte que en Argentina.
En septiembre de 1910, ingresa como camarera en la prestigiosa compañía naval White Star Line, famosa por ser la dueña de los transatlánticos más lujosos de la época. Dos años más tarde entró a formar parte de la tripulación del barco más grande y lujoso del mundo, el RMS Titanic, el cual se hundió en su viaje inaugural tras colisionar con un iceberg el 15 de abril de 1912. Jessop fue rescatada con vida de la catástrofe.
Con el estallido de la Primera Guerra Mundial, el segundo buque gemelo del Titanic, el HMHS Britannic, fue puesto al servicio de la armada británica como buque hospital, Jessop hizo un curso de enfermería, para abordar más tarde el barco en una de las giras de ayuda que hacía el mismo en la campaña de Galípoli. Sin embargo, el 21 de noviembre de 1916 el buque chocó contra una mina submarina alemana cerca de la isla de Ceos, en el mar Egeo, y se hundió en tan solo 55 minutos (menos de la mitad de lo que tardó el Titanic en hundirse). De este naufragio consiguió también ser rescatada con vida.
Ya de jubilada se retiró en Inglaterra, adquirió una pequeña granja y se dedicó a criar animales. Siempre recordaba su infancia y a la tierra que la vio nacer,  Argentina, como "mi gente".

## Lugares de Interés
Dentro de sus límites se pueden encontrar varios sitios de interés para destacar que hacen de Paso Mayor un lugar para conocer y descubrir.

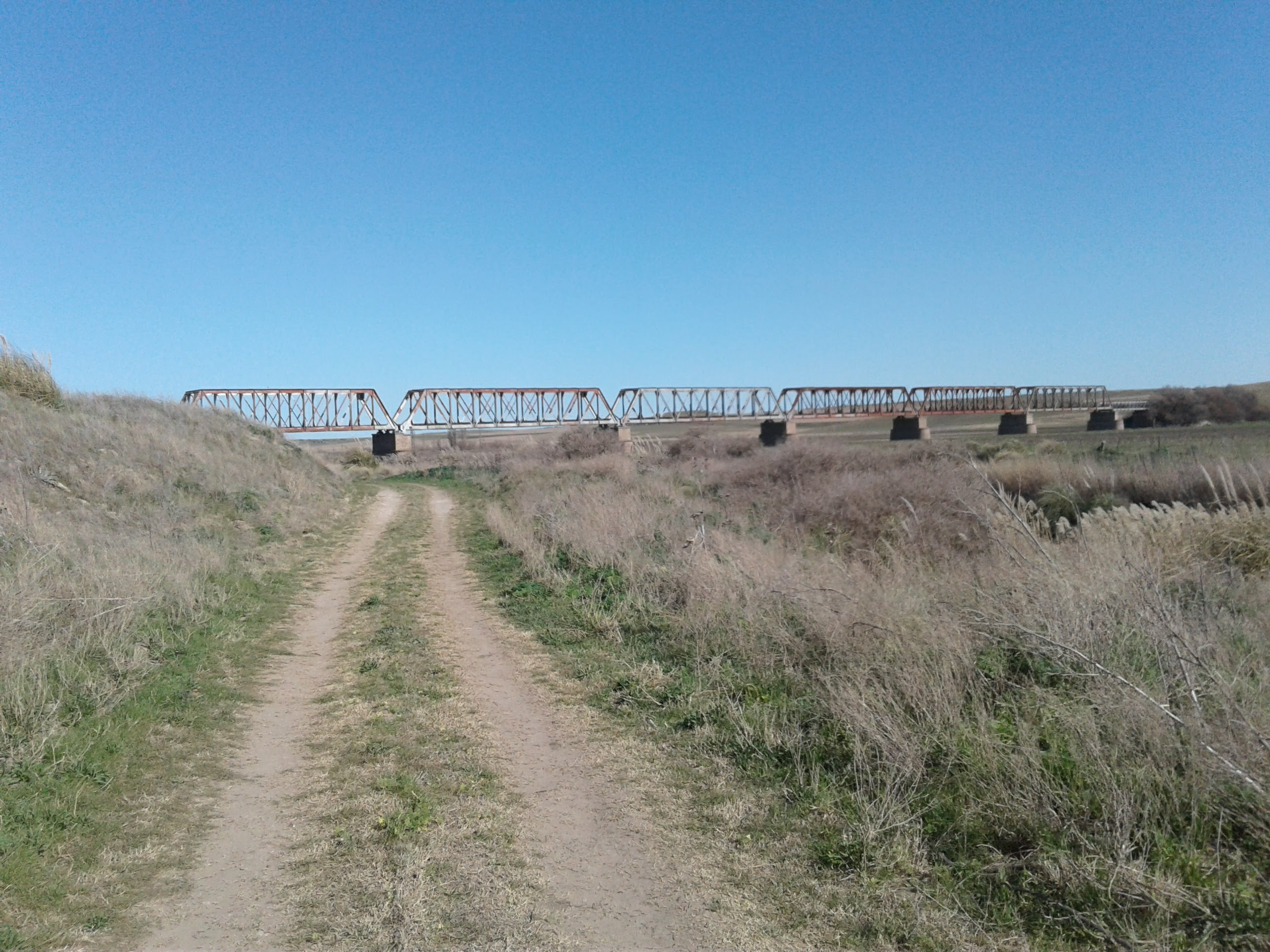
Los Siete Puentes sobre el Río Sauce Grande

Las ruinas de la "Posta Paso Mayor", edificación con más de 150 años de antigüedad hoy en proceso de restauración.
El santuario de Schoenstatt, Santuario de la Madre y Reina del Pueblo, fundado por el propio iniciador de ese movimiento cristiano, el alemán, Padre José Kentenich el 12 de abril de 1952.
Los Siete Puentes sobre el Río Sauce Grande, es una construcción de hierro remachada, construida entre 1908 y 1910 por la compañía francesa a cargo del Ferrocarril Rosario Puerto Belgrano. Es una estructura de 268 metros de largo dividida en siete secciones: seis son de puentes tipo "truss" conocido como tipo jaula y uno "beam". Si bien el ferrocarril dejó de pasar por ese puente por los años 70' la estructura se mantiene intacta sobre el lecho del río otrora caudaloso hoy convertido en arroyo en ese punto.